# Cupania emarginata
Cupania emarginata é uma planta nativa do Brasil, onde ocorre nos estados de Espírito Santo, São Paulo, Bahia, Minas Gerais e do Rio de Janeiro. É conhecida pelos nome vulgares de cajueiro-do-campo e camboatã. Chega a atingir os 4 a 7 m de comprimento e 5 de diâmetro de copa. As folhas, paripenadas, são verde-escuras, formando folhagem densa. As flores, unisexuais, são pequenas e esverdeadas, dispostas em espigas pendentes. Os frutos, contendo duas sementes, têm forma de coração (cápsulas obcordadas e aladas) e são amarelos quando maduros.
São plantas que preferem locais luminosos, solo arenoso, humidade e altas temperaturas.